# Agnieszka Perkowska-Ptasińska
Agnieszka Karolina Perkowska-Ptasińska (Perkowska-Francka) – polska profesor nauk medycznych i nauk o zdrowiu, specjalistka w zakresie patomorfologii, nefrologii i transplantologii, wykładowczyni Warszawskiego Uniwersytetu Medycznego.

## Życiorys
Agnieszka Perkowska-Ptasińska w 2001 otrzymała na Akademii Medycznej w Warszawie stopień doktora nauk medycznych, specjalności: nefrologia i transplantologia, na podstawie napisanej pod kierunkiem Zbigniewa Gacionga dysertacji Wpływ przewlekłego odrzucania na osoczowe regulatory fibrynolizy. Tamże habilitowała się w 2012 w dziedzinie nauk medycznych, specjalność patomorfologia. W 2022 otrzymała tytuł profesor nauk medycznych i nauk o zdrowiu.
Zawodowo związana z Kliniką Medycyny Transplantacyjnej, Nefrologii i Chorób Wewnętrznych Wydziału Lekarskiego Warszawskiego Uniwersytetu Medycznego. Pracowała także w Centralnym Szpitalu Klinicznym MSWiA w Warszawie.